# Schistura fasciata
Schistura fasciata är en fiskart som beskrevs av Lokeshwor och Vishwanath 2011. Schistura fasciata ingår i släktet Schistura och familjen grönlingsfiskar. Inga underarter finns listade i Catalogue of Life.